# Let's Go (canción de The Cars)
«Let's Go» es una canción de la banda de rock estadounidense The Cars, primer sencillo del álbum Candy-O de 1979. Fue escrita por Ric Ocasek y fue cantada por el bajista de la banda, Benjamin Orr, al igual que otros éxitos de la agrupación como Drive y Just What I Needed.

## Créditos
- Ric Ocasek – voz, guitarra
- Elliot Easton – voz
- Greg Hawkes – teclados
- Benjamin Orr – bajo, voz
- David Robinson – batería